# Szent Ilona

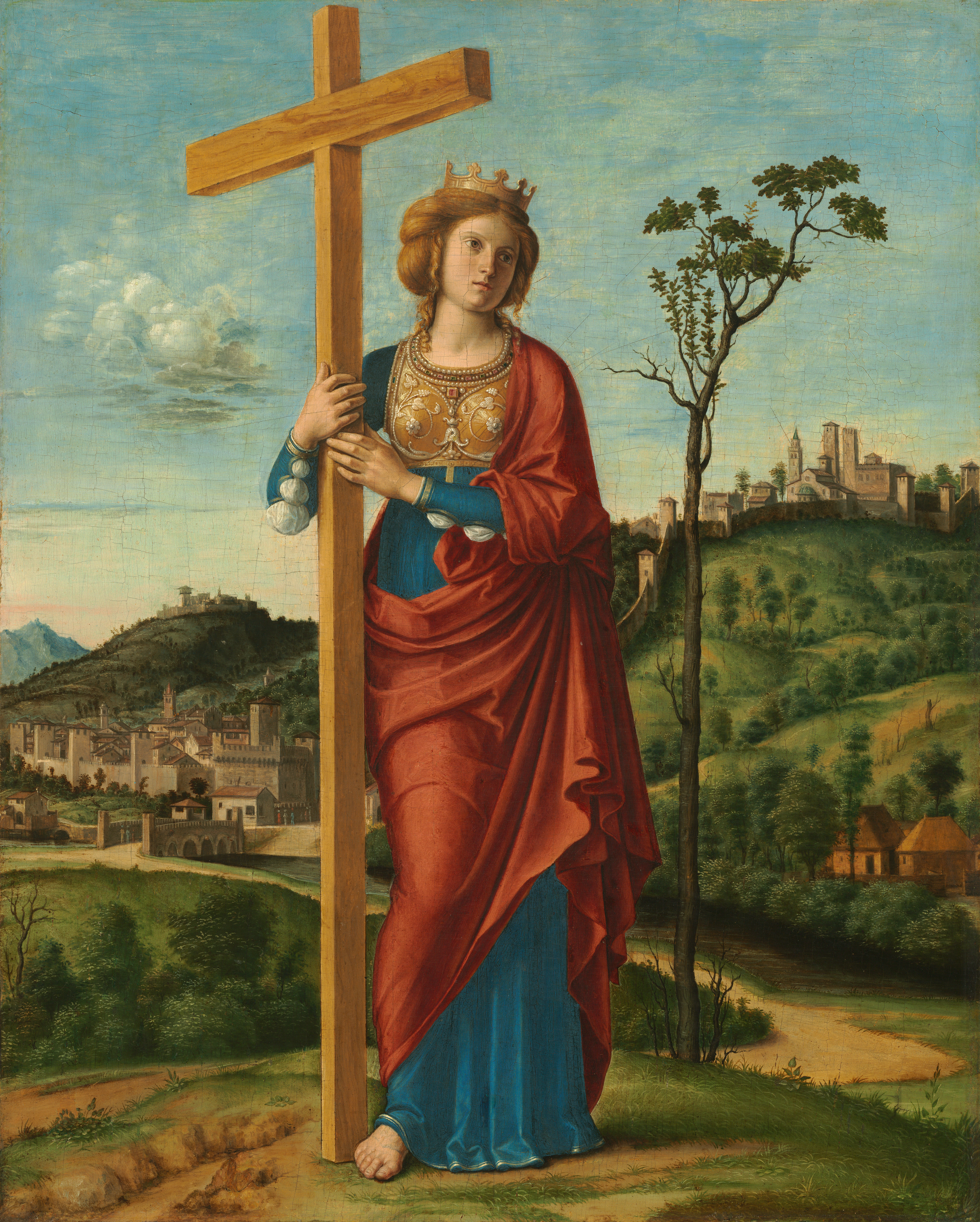
Cima da Conegliano: Konstantinápolyi Szent Ilona.
Hagiográfiai források szerint az első nikaiai zsinat idején Ilona Jeruzsálembe ment és az ottani keresztények segítségével kereste azt a helyet, ahol Jézust keresztre feszítették. Mélyen a földbe ásva egy sziklaüregben megtalálták Jézus és a két lator keresztjét. A kép fiatalnak ábrázolja Ilonát, habár a kereszt feltételezett megtalálásának idejében Helena már 80 éves volt.

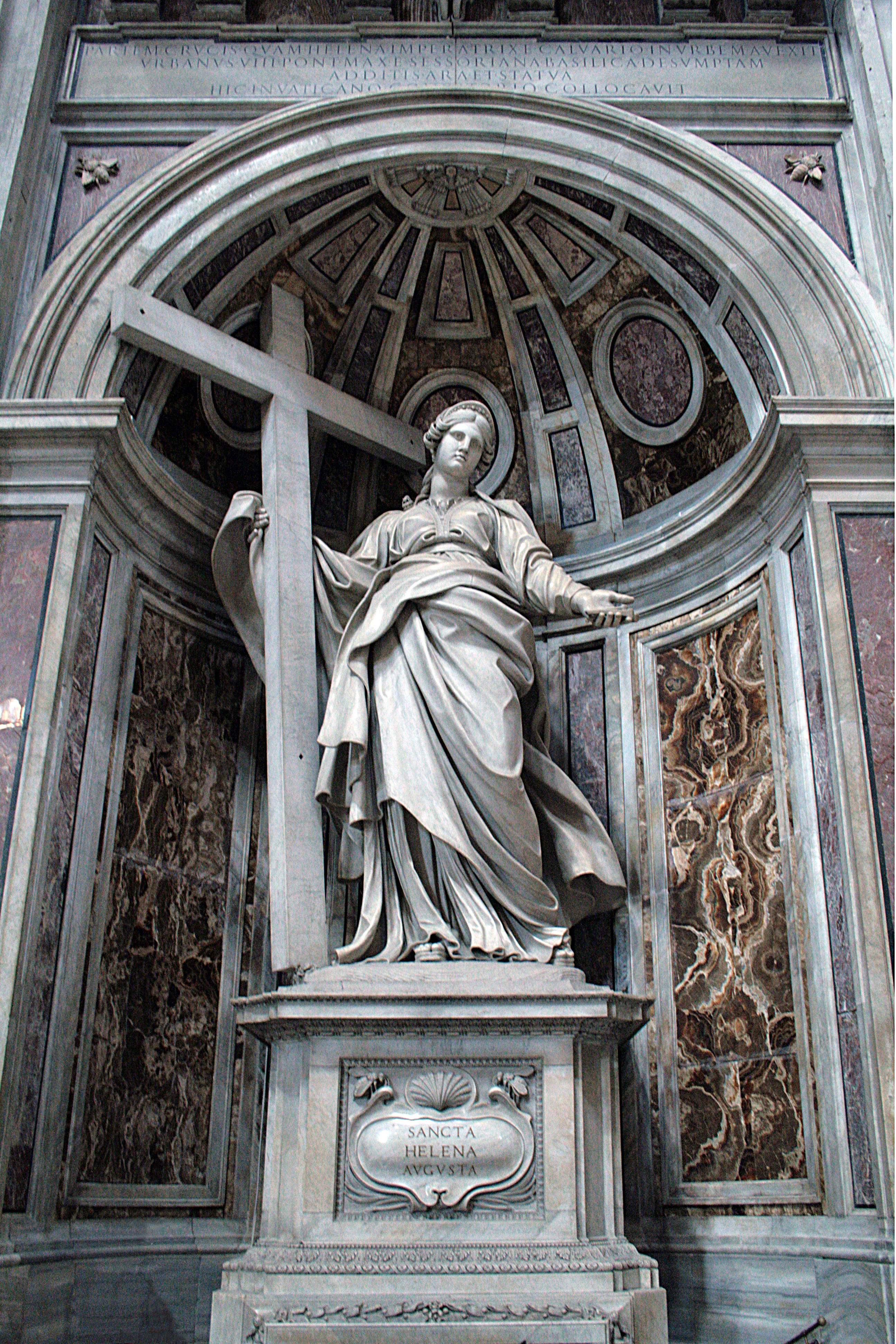
Szent Ilona kegyhelye a vatikáni Szent Péter bazilikában

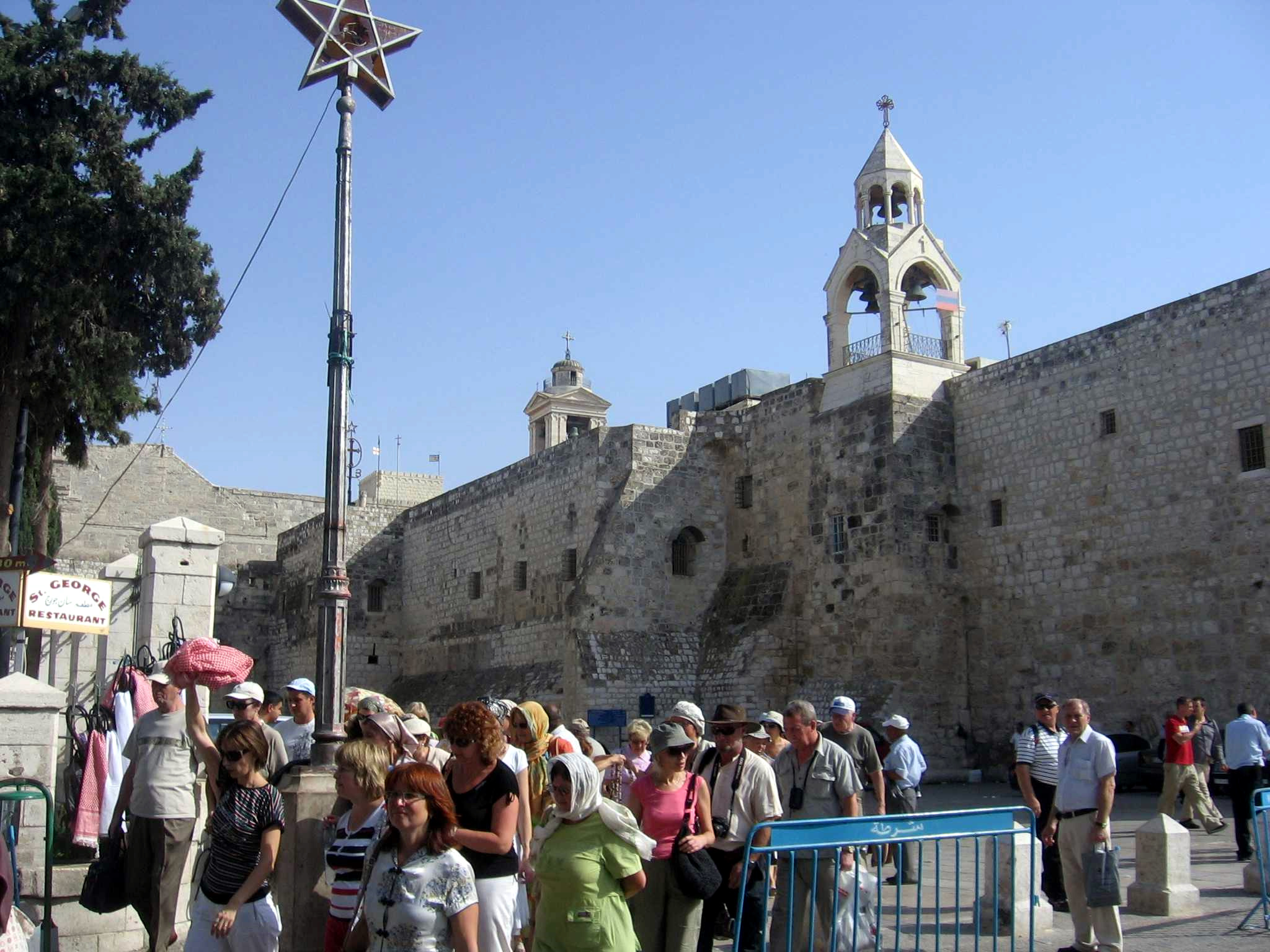
A betlehemi Születés Temploma, amit Szent Ilona építtetett

Flavia (Fulvia) Iulia Helena, vagy egyházi nevén Szent Ilona, Szent Heléna (Drepanum, ma: Trapani, Szicilia, vagy a kis-ázsiai Hersekből) 248 – 330 körül) Constantius Chlorus első felesége, Nagy Konstantin császár édesanyja. Az egyházi hagyomány neki tulajdonítja Jézus keresztjének megtalálását, ezért lett a katolicizmusban a régészek védőszentje.

## Élete
Születési helyét biztosan nem ismerjük, a kutatók a Nikomédiai öböl partján fekvő Drepanumot valószínűsítik, mivel 327-ben Nagy Konstantin császár a várost édesanyjáról Helanapolis-nak nevezte el. Gyerekkoráról nem sokat tudunk. Szent Ambrus szerint apja vendéglős volt.
I. Constantius római császár (Chlorus) ágyasa – egyes későbbi források szerint felesége, bár ez valószínűtlen. Amikor Constantius császár lett 289-ben, elbocsátotta Helenát, és Maximianus császár mostohalányát, Theodorát vette el Diocletianus akaratának megfelelően. Ettől kezdve Constantius udvarában Theodora gyermekei játszották a főszerepet, kiszorítva a még 280 előtt születő Constantinust. Amikor 306-ban Constantinus megszerezte a trónt, maga mellé vette a császári udvarba édesanyját, nobilissima femina címmel illette, majd 325-ben a császárnői (Augusta) címet is megadta, valamint szabad rendelkezési jogot a kincstár felett. Ilonát ettől kezdve Flavia Julia Helena Augustának hívták. A királyi kincstárt mégis viszonylag ritkán vette igénybe, mert saját tulajdonú földbirtokai óriásiak voltak. Ekkor verették Ilona képét a pénzérmékre is, amelyeken semmilyen keresztény jelkép sincs.
Helena az előzményekből adódóan nem szerette Theodorát, annak gyermekeit és kifejezetten rossz viszonyban volt menyével, Faustával is. Ezzel szemben kötődött Crispushoz, aki Constantinus és Minervina viszonyából (nem valószínű, hogy házasságukból) származott. Miután Constantinus kivégeztette fiát – Fausta cselszövése folytán, tehát Helena nem egészen alaptalanul nem nézte jó szemmel –, 326-ban a Szentföldre zarándokolt, bejárta a kereszténység szent helyeit, templomokat építtetett Betlehemben és Jeruzsálemben.
A 4. század végéről való legenda szerint a Golgotán megtalálta Jézus és a két lator keresztjeit, és a keresztrefeszítés eszközeit is. A Szent Kereszt kiválasztására Jeruzsálem akkori püspökének javaslatára egy gyógyíthatatlan betegségben szenvedő nőhöz vitték a darabokat, és azt a keresztet nyilvánították Jézus keresztjének, melynek érintésére a nő meggyógyult. A szegeket, melyekkel Jézus testét a fára szegezték, elvitte a fiának. Ezekből az zablát és sisakot csináltatott, melyeket hadviselés közben használt. A császárné a kereszt egy részét Rómába vitette és felépítette a Szent Kereszt (Sante Croce in Gerusalemme) bazilikát, a másik részét ezüst tokba foglaltatta és Jeruzsálemben hagyta. A megtalálás helyén fiával ma is látogatható bazilikát emeltetett. Szintén az ő nevéhez kötik a napkeleti bölcsek jelenleg a kölni dómban őrzött maradványainak megtalálását is. Ezen ereklyék megtalálásáról Kaiszareiai Euszebiosz történetíró még nem tud, pedig feltétlenül említette volna őket. Csak néhány évtized múlva jelentek meg a forrásokban ez ereklyegyűjtés és eredményei.

## Emlékezete
Szentként tisztelik, ünnepe a katolikus egyházban augusztus 18-án, az anglikán és ortodox közösségekben Konstantinnal együtt május 21-én, az etióp és a kopt egyházban szeptember 15-én van.
Őt tartják a régészek és bányászok védőszentjének. A Római Birodalom keleti részein már egy évszázaddal a halála után szentként tisztelték, a birodalom nyugati felében csak a 9. században avatták szentté.